# Cantinflas Show
Cantinflas Show es una serie de televisión animada producida por Televisa. La serie fue creada por Mario Moreno "Cantinflas" y realizada por el animador español José Luis Moro (para el episodio piloto de 1972).
En esta serie, compuesta de 52 episodios cortos, Cantinflas viaja por el mundo y el tiempo, encontrándose con personajes históricos, tanto reales como míticos, tales como Sansón y Dalila, Fausto, Albert Einstein, Thomas Alva Edison, entre otros. Su objetivo era educar y entretener al público infantil con temas como la mitología, historia y ciencia.
Oficialmente, la actuación de voz del personaje titular fue realizada por el mismo Mario Moreno. Sin embargo, el comediante e imitador, Flavio (Flavio Ramírez Farfán), quien realizó la interpretación del personaje en musicales de Cri-Cri, comerciales y la narración en la serie de películas La risa en vacaciones, afirma que fue él quien le dio voz al personaje en Cantinflas Show.

## Adaptación
En 1982, Hanna-Barbera adaptó la serie y la renombró como Cantinflas y sus amigos, presentó a Don Messick en la voz de Amigo en inglés, y a Mario Moreno en la voz de Cantinflas en español.

## Lanzamiento en DVD
En 2004, BCI lanzó los cortos junto con episodios de Cantinflas y sus amigos. La colección en DVD fue lanzada con el nombre Cantinflas Show.